# Evangelische Kirche (Albertshofen)

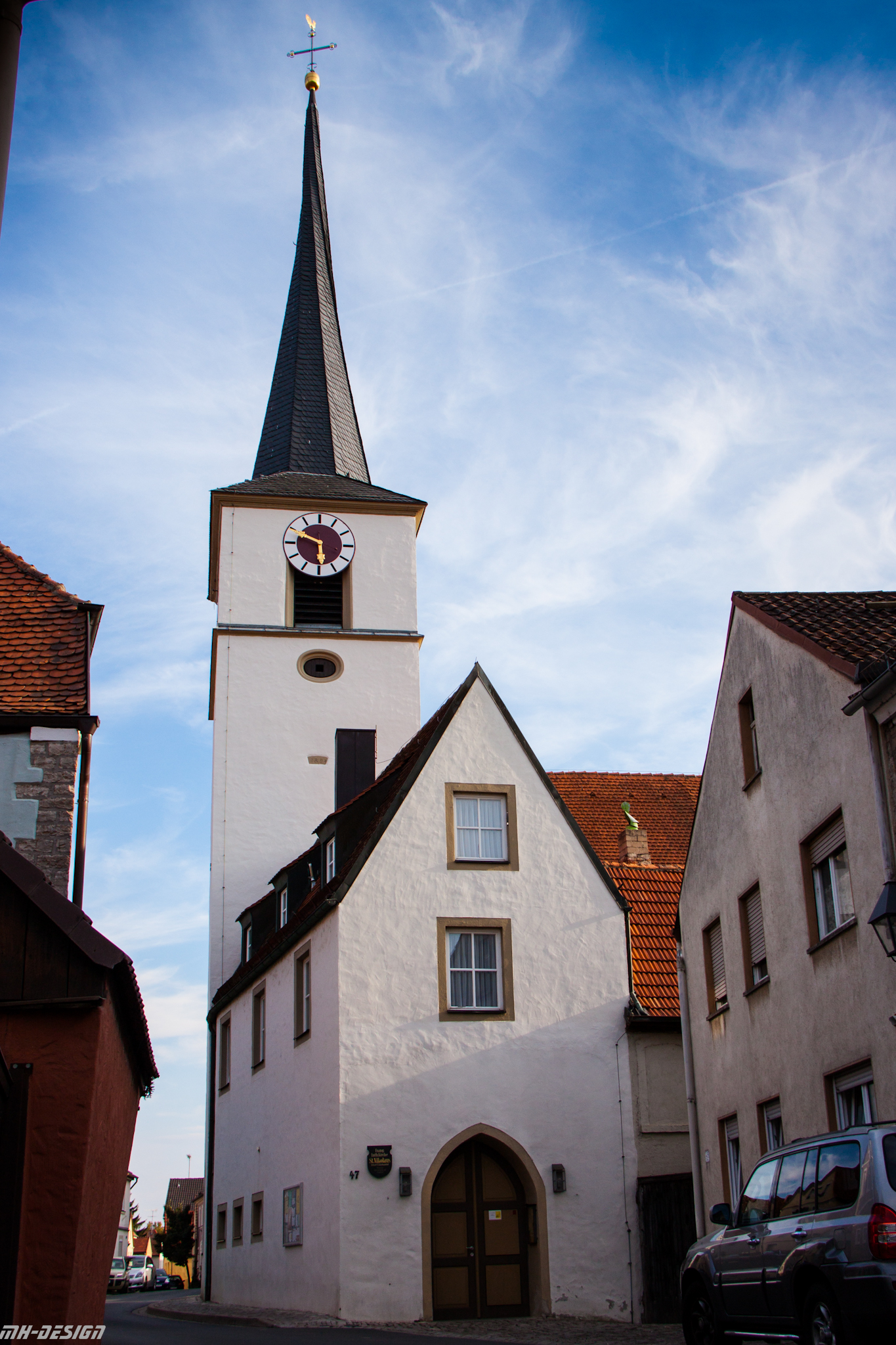
Die Kirche in Albertshofen

Die Evangelische Kirche (auch St. Nikolaus) in Albertshofen ist die Pfarrkirche der evangelischen Gemeinde. Die Kirche liegt an der Kirchstraße inmitten des Ortes. Sie ist heute Teil des Evangelisch-Lutherischen Dekanats Kitzingen.

## Geschichte
Bereits im 15. Jahrhundert wurde ein Gotteshaus in Albertshofen erwähnt. Die kleine Kapelle stand an der Stelle der heutigen Kirche und war vom Friedhof der Gemeinde umgeben. Eine kleine Glocke mit der Jahreszahl 1407 verweist auf das hohe Alter des Baus, der dem heiligen Nikolaus geweiht war. Eine wehrhafte Ummauerung umgab das Gebäude. Die Kapelle war wohl baufällig geworden und musste im 17. Jahrhundert erneuert werden.
Zwischen 1617 und 1619, bereits während des Dreißigjährigen Krieges, errichtete man ein neues Gotteshaus. Es war repräsentativer und hatte ihren Turm in Richtung der Hauptstraße ausgerichtet. Nun veränderte sich der äußere Aufbau nicht mehr. Im 18. Jahrhundert kamen weitere Ausstattungsgegenstände ins Kircheninnere. Das Bayerische Landesamt für Denkmalpflege ordnet die Kirche als Baudenkmal ein, untertägige Reste werden als Bodendenkmal geführt.

## Architektur
Die Kirche präsentiert sich als Chorturmkirche. Sie ist geostet und schließt mit einem Satteldach ab. Der Turm, im Kern nachgotisch, wurde im 17. Jahrhundert aufgestockt und mit einem Echter-Spitzhelm versehen. Eine Besonderheit stellt die enge Ummauerung der Kirche dar. Sie kann nur durch ein Torhaus betreten werden und besitzt einen Innenhof. Im Inneren weist der Chor ein Kreuzrippengewölbe auf, er schließt mit einem Rundbogen ab.

## Ausstattung
Die Kanzel im Kircheninneren kam 1779 in das Gotteshaus. Sie wurde reich mit Rocaillen dekoriert und in gold und blau gefasst. Ein segnender, vollplastischer Jesus mit einer Schaufel bekrönt den Schalldeckel. Er symbolisiert den zweiten Adam, den sogenannten Erdling. Statt eines Altars wurde ein schlichtes Kruzifix im Dreinageltypus im Chor aufgestellt. Die Darstellungen der vier Evangelisten wurden zwischen den Rippenbögen gemalt.
Eine zweigeschossige Empore durchzieht hingegen das Langhaus. Lediglich auf der Westseite besitzt die Kirche eine eingeschossige Empore. Hier wurde die Orgel aufgebaut. Sie kam 1772 in die Kirche und wurde von Johann Michael Voit aus Schweinfurt geschaffen. Gestiftet wurde sie von Johann Steuerer, der nach Batavia ausgewandert war. Ältestes Element der Ausstattung ist allerdings der Taufstein aus dem Jahr 1619. Er besitzt einen quadratischen Fuß und ist mit Maßwerk verziert.